# 安曼民航機場
31°58′21″N 035°59′29″E / 31.97250°N 35.99139°E

安曼民航機場（阿拉伯语：‎）是约旦哈希姆王国首都安曼的机场，是该国最早的国际机场，也是皇家约旦航空的基地和枢纽机场，阿勒娅王后国际机场建成后主要负责国内航线。